# Guatemalas Billie Jean King Cup-lag
 Guatemalas Billie Jean King Cup-lag representerar Guatemala i tennisturneringen Billie Jean King Cup, och kontrolleras av Guatemalas tennisförbund. 

## Historik
Guatemala deltog första gången 1992. Bästa resultat är femteplatsen i Grupp II 2007.